# Synanthedon beutenmuelleri
Synanthedon beutenmuelleri là một loài bướm đêm thuộc họ Sesiidae. Nó được biết đến ở Cộng hòa Congo.

## Đặt tên
Synanthedon beutenmuelleri là một tên thay thế cho Sesia albiventris Beutenmüller, 1899, do tên này đã bị chiếm bởi Chamaesphecia albiventris.